# ウェイブランド (ミシシッピ州)
ウェイブランド（英: Waveland）は、アメリカ合衆国ミシシッピ州の南部メキシコ湾岸、ハンコック郡の都市である。ガルフポート・ビロクシ大都市圏に属している。2010年国勢調査での人口は6,435 人だった。ウェイブランド市は1972年に法人化された。1969年8月17日のハリケーン・カミーユと2005年8月29日にハリケーン・カトリーナによって、市の大半が破壊された。
2016年時点で、ウェイブランド市長はマイク・スミスである。

## 歴史
第7代アメリカ合衆国大統領アンドリュー・ジャクソンがかつてウェイブランドに住み、現在ジャクソンリッジと呼ばれている所を所有していた。ジャクソンリッジの多くは後にバッカニア州立公園となった。
2006年11月9日、シルバー・スリッパー・カジノがオープンした。

### ハリケーン・カミーユ

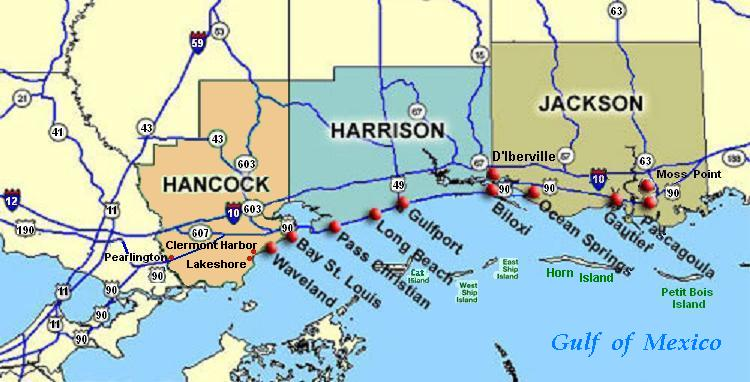
ミシシッピ州のメキシコ湾岸、ウェイブランドはその南西隅近くにある。東隣はベイセントルイス市

1969年8月17日、ハリケーン・カミーユがルイジアナ州の先端に上陸し、その後に湾岸を進んでウェイブランドを襲った。ルイジアナ・アンド・ナッシュビル鉄道より南側の地域に大きな被害を与えた。復興にはほぼ10年間を要した。市はその再建にむけて時間と資源を遣ったボランティアの努力を称えるために銘板を建てた。

### ハリケーン・カトリーナ

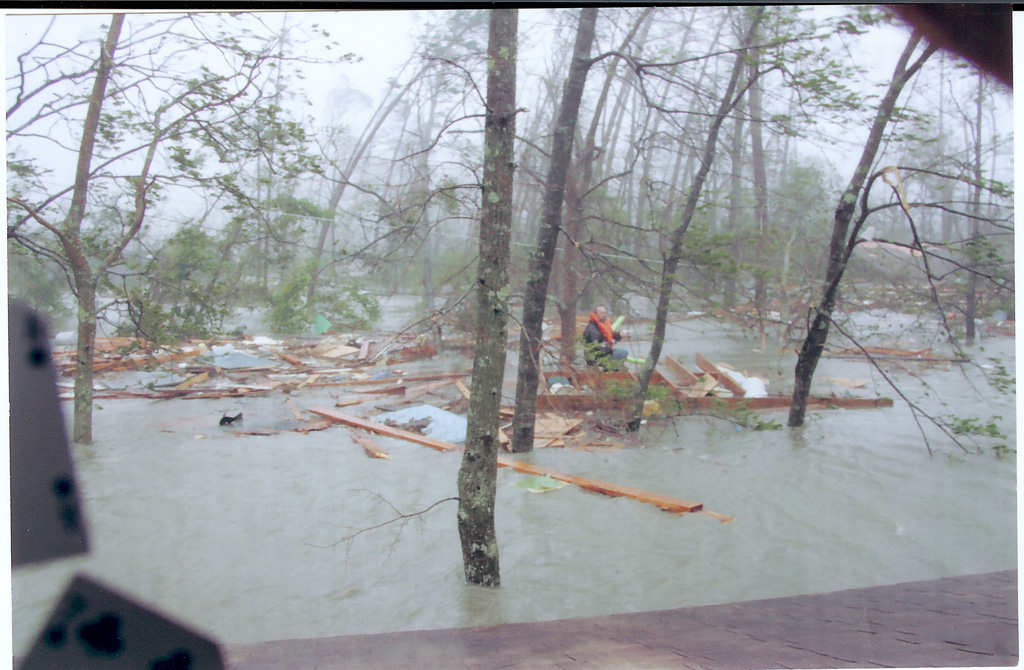
ハリケーン・カトリーナが上陸したときのウェイブランド、2005年8月

ウェイブランド市は2005年8月29日のハリケーン・カトリーナが上陸した地点となった。このときも市は大きな被害を受け、10年を過ぎた今でも復興と再建の過程にある。CSXトランスポーテーション本線（元のルイジアナ・アンド・ナッシュビル鉄道）より南の地域がほとんど全て破壊された。市内の他の部分も洪水の被害が深刻だった。ニュース報道によると、ウェイブランド市はメキシコ湾岸のどの都市よりも強い風と水の被害を受けており、町はほとんど全滅だと、州の役人が言っていた。
公式報告書では、カトリーナの目がウェイブランドを直撃し、高さ26フィート (7.9 m) の高潮となり、約50人の命が失われたとしている。カトリーナは午前8時1分の満潮時に上陸しており、その時の潮位は2.2フィート (0.67 m) 高かった。
ハリケーン・カトリーナによってミシシッピ州の図書館40か所以上が損害を受けた。ウェイブランド公共図書館は全壊であり、建て替えを要した。

#### 復興
ハリケーン・カトリーナに襲われてから間もなく、「レインボー・ファミリー」と呼ばれるより良い生活を求める、地元住民による社会活動家団体がウェイブランドに到着した。2005年9月初旬から12月初旬まで、「ニュー・ウェイブランド・カフェ & クリニック」を、アメリカ国道90号線沿い、フレッズ百貨店駐車場で運営した。このカフェでは1日3食温かい食事を無料で提供した。クリニックでは全国から集まったボランティアの医師と看護師が詰め、この期間に5,000人以上の患者を診た。診療代は無料、薬代も無料だった。医療と物資の寄付は多くの所からあり、インターナショナル・エイドが寄付の大半を手配した。カウンター・カルチャーのレインボー・ファミリーが災害救援センターを運営した初めての経験となった。バストロップ・クリスチャン・アウトリーチ・センターもレインボー・ファミリーを支援した。
幼稚園から3年生までの児童を教える公立学校のウェイブランド小学校もカトリーナで大きな被害を受けた（4年生と5年生は隣のベイセントルイスにある2番通り小学校に通う）。この学校に通う児童には、2006年から2007年の教育年度の始まりから、移動教室で授業を行い、恒久的な対策を後回しにした。
ウェイブランドの復興は、市内とその周辺地域で、信仰に基づく復興努力によるものが大きい。市内のショアライン・パーク・バプテスト教会とエド・マーフィ牧師がこの動きの中心であり、カトリーナの後で長年、国全体から数百人の伝道師を住まわせ食を提供した。この動きは「ポッズ・フォー・ゴッド」と呼ばれた。ショアライン・パーク・バプテスト教会は地域の家屋の修繕、ある場合には立て直しを指示した 。エド・マーフィ牧師は2014年にショアライン・パーク・バプテスト教会から引退し、2015年4月27日に、サウスカロライナ州ロックヒルで逝去した。

## 地理
アメリカ合衆国国勢調査局に拠れば、市域全面積は6.8平方マイル (17.6 km2)であり、このうち陸地6.8平方マイル (17.6 km2)、水域は0.0平方マイル (0.0 km2)である。

## 人口動態
以下は2000年の国勢調査による人口統計データである。
| 基礎データ - 人口: 6,674 人 - 世帯数: 2,731 世帯 - 家族数: 1,783 家族 - 人口密度: 378.4人/km2（980.2 人/mi2） - 住居数: 3,442 軒 - 住居密度: 195.1軒/km2（505.5 軒/mi2） 人種別人口構成 - 白人: 85.38% - アフリカン・アメリカン: 11.21% - ネイティブ・アメリカン: 0.49% - アジア人: 1.50% - 太平洋諸島系: 0.03% - その他の人種: 0.49% - 混血: 0.90% - ヒスパニック・ラテン系: 2.02% | 年齢別人口構成 - 18歳未満: 26.0% - 18-24歳: 7.5% - 25-44歳: 28.3% - 45-64歳: 23.9% - 65歳以上: 14.2% - 年齢の中央値: 38歳 - 性比（女性100人あたり男性の人口） - 総人口: 89.9 - 18歳以上: 84.3 世帯と家族（対世帯数） - 18歳未満の子供がいる: 31.4% - 結婚・同居している夫婦: 46.6% - 未婚・離婚・死別女性が世帯主: 14.8% - 非家族世帯: 34.7% - 単身世帯: 29.1% - 65歳以上の老人1人暮らし: 11.7% - 平均構成人数 - 世帯: 2.43人 - 家族: 3.01人 | 収入と家計 - 収入の中央値 - 世帯: 33,304米ドル - 家族: 38,438米ドル - 性別 - 男性: 29,762米ドル - 女性: 21,694米ドル - 人口1人あたり収入: 16,413米ドル - 貧困線以下 - 対人口: 13.7% - 対家族数: 11.6% - 18歳未満: 15.6% - 65歳以上: 11.7% |

## 教育
ウェイブランド市のの公共教育は、ベイセントルイス・ウェイブランド教育学区が管轄している。

## 著名な出身者
- ジョニー・ドッズ（1892年-1940年）、ジャズ・クラリネットとアルトサクソフォーン奏者、ウェイブランド生まれ